# Wallers-en-Fagne
Wallers-en-Fagne (fino al 2007 Wallers-Trélon) è un comune francese di 284 abitanti situato nel dipartimento del Nord nella regione dell'Alta Francia.
Nel suo territorio comunale scorre il fiume Helpe Majeure.

## Società

### Evoluzione demografica
Abitanti censiti